# Stefano Allocchio
Stefano Allocchio (Milà, 18 de març de 1962) va ser un ciclista italià, que fou professional entre 1985 i 1993. Combinà el ciclisme en pista amb la carretera. En pista destaquen dues medalles de bronze en cursa per punts dels Campionats en pista de 1985 i 1986. En carretera destaquen 4 etapes al Giro d'Itàlia i una a la Volta a Espanya.

## Palmarès
- 1985
  - Vencedor de 2 etapes al Giro d'Itàlia
  - Vencedor d'una etapa a la Setmana ciclista internacional
- 1988
  - Vencedor d'una etapa al Giro de la Pulla
- 1989
  - Vencedor d'una etapa a la Volta a Espanya
  - Vencedor d'una etapa a la Tirrena-Adriàtica
  - Vencedor d'una etapa a la Setmana ciclista internacional
- 1990
  - Vencedor de 2 etapes al Giro d'Itàlia

### Resultats al Tour de França
- 1986. abandona (13a etapa)
- 1987. 129è de la classificació general

### Resultats al Giro d'Itàlia
- 1985. 132è de la classificació general. Vencedor de 2 etapes
- 1986. 132è de la classificació general
- 1987. 128è de la classificació general
- 1988. 114è de la classificació general
- 1989. 140è de la classificació general
- 1990. 162è de la classificació general. Vencedor de 2 etapes
- 1991. 132è de la classificació general
- 1992. Abandona
- 1993. 110è de la classificació general

### Resultats a la Volta a Espanya
- 1989. 137è de la classificació general. Vencedor d'una etapa